# Руденко, Александр Станиславович
Алекса́ндр Станисла́вович Руде́нко (род. 4 марта 1993, Таганрог, Ростовская область) — российский футболист, вратарь.

## Биография
Воспитанник краснодарской «Кубани». В молодёжном первенстве 2011 провёл два матча — в 27-м и 28-м турах в играх против «Амкара» и «Крыльев Советов» выходил на замену за пять минут до конца матча. 24 марта 2012 в 6-м туре молодёжного первенства в матче против «Анжи» вышел на замену на последней минуте после удаления Эдуарда Байчоры.
29 июня 2012 был внесён в заявку клуба первенства ПФЛ «Торпедо» (Армавир), однако уже 5 августа был отзаявлен. Сезоны 2013/14 и 2014/15 отыграл в команде ПФЛ «Черноморец» (Новороссийск), летом 2014 года получал приглашение на просмотр от казанского «Рубина». 
В середине сезона-2014/15 получил приглашение от тренера по вратарям клуба ФНЛ «Газовик» Платона Захарчука, куда перешёл в июне 2015. В премьер-лиге дебютировал 23 апреля 2017 года в гостевом матче против «Томи» (2:1), став четвёртым вратарём команды в сезоне. 5 сентября 2020 года в возрасте 27 лет принял решение завершить профессиональную карьеру по рекомендации медицинской комиссии и принял предложение войти в спортивный отдел ФК «Оренбург».